# 勝茂夫
勝 茂夫（かつ しげお）は、日本の国際公務員。カザフスタン・ナザルバエフ大学学長。
世界銀行副総裁などを歴任した。

## 来歴

### 生い立ち
東洋棉花に勤務する父親の西ドイツ駐在に伴い西ドイツに渡り、現地のギムナジウムに通うこととなった。そのため、勝家の会話は、日本語よりも主としてドイツ語が用いられていたという。日本に帰国した際、日本の学校に通った経験が皆無であり、日本語にも不安があったことから、ドイツ語教育を手がけるなど西ドイツに縁のある獨協高等学校に通うことにした。
東京外国語大学卒業後、ウィーンへの留学を経て、東京大学大学院を修了した。

### 国際公務員として
大学院生の頃から開発に興味を抱き、大学院を修了すると国際連合工業開発機関に勤務した。国際連合工業開発機関では発展途上国の開発事業を手がけ、カリブ海の小国グレナダでは同国の計画省にて開発アドバイザーを務めた。2年ほど勤務する間に、発展途上国の開発により深くかかわりたいとの思いを抱き、1979年に世界銀行に入行した。世界銀行では、主として西アフリカプロジェクト局のエコノミストとして勤務し、ベナンやコートジボワールなどにも赴任した。2003年、世界銀行にて、欧州・中央アジア地域を所管する副総裁に就任した。
世界銀行副総裁を退任後は、カザフスタンに渡り、2010年に開学したナザルバエフ大学にて学長に就任した。

## 家族・親族
祖父である勝正吉は、海軍軍医科士官となって海軍軍医少将に至った。父である勝正一は、東洋棉花常務取締役を歴任するなど、実業家として活躍した。次兄の勝栄二郎は大蔵省に入省し、財務事務次官に上り詰めた。
- 祖父：勝正吉（医師） - 海軍軍医少将
- 父：勝正一（実業家） - 東洋棉花常務取締役
- 兄：勝栄二郎（大蔵官僚） - 財務事務次官

## 系譜
茂夫の母によると「昔は勝、と書いて『すぐろ』と読ませたようです」と述べたうえで、勝家は久留里城の城主であった武田真勝（のちに改姓して勝真勝）の末裔と伝えられていると説明している。なお、茂夫の兄である勝栄二郎が財務省の高級幹部になるにつれ、栄二郎や茂夫らが勝安芳（勝海舟）の子孫だとする報道が流布された。しかし、それらは全て誤報とされている。茂夫の母は勝安芳との縁戚関係を否定しており、勝安芳の子孫もこれらの報道を否定している。また、財務省広報室も勝安芳と栄二郎の縁戚関係を否定するコメントを出している。